# Трудова (станція, Білорусь)
Трудова (біл. Трудавая) — станція Берестейського відділення Білоруської залізниці в Іванівському районі Берестейської області. Розташована в селі Трудова.